# 1711 год в литературе

Фронтиспис книги «Decisiones Sacrae Rotae Romanae coram R.P.D. Ansaldo de Ansaldis …»

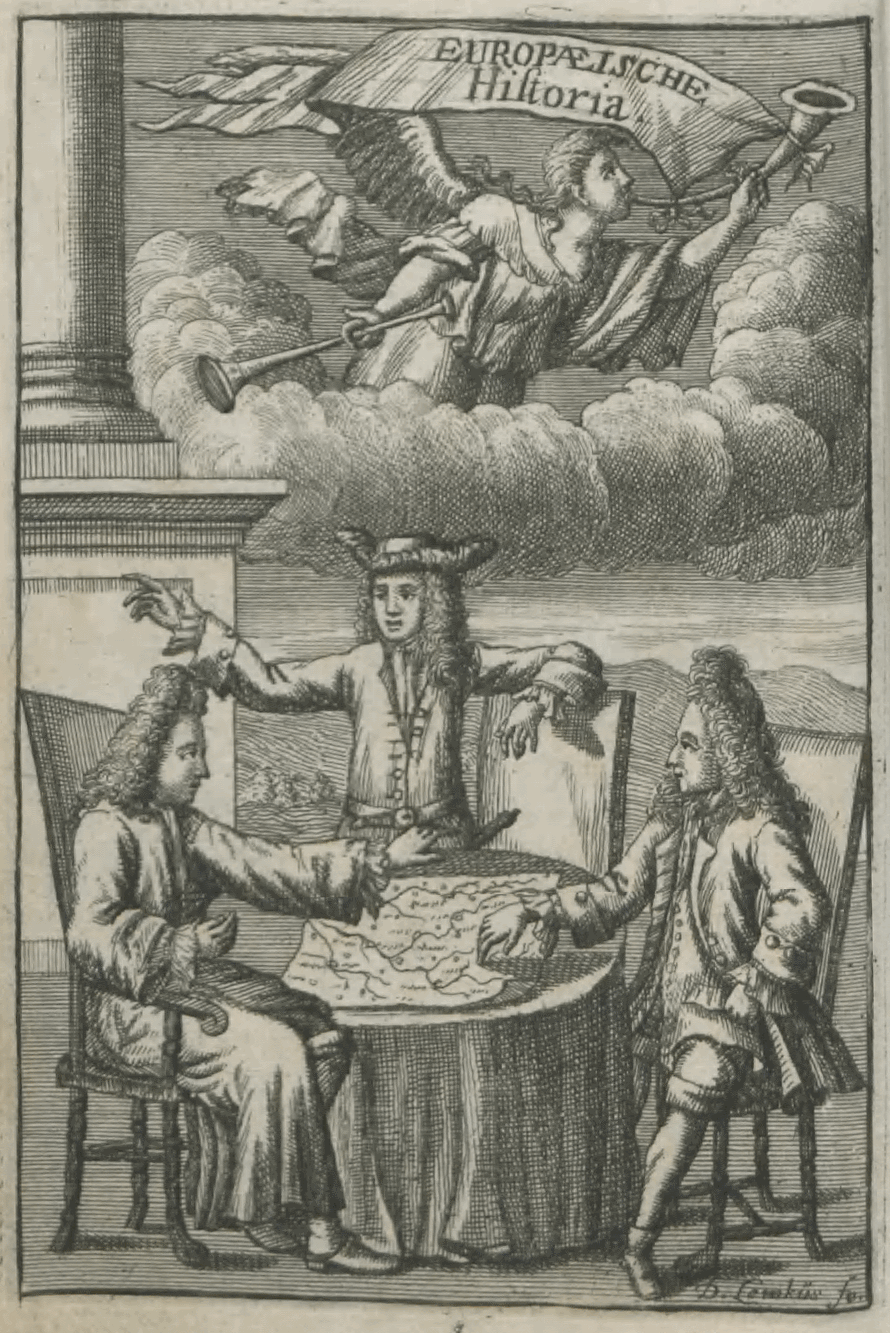
Фронтиспис книги Людвига Хольберга, «Введение в историю важнейших европейских королевств». Издано в Копенгагене 1711 г.

## События
- Господарь Молдавии Дмитрий Кантемир перешёл на сторону России и уехал в Россию.
- Основан общественно-политический и сатирический журнал Спектейтор.

## Книги и пьесы
- Корнелис де Брюйн опубликовал книгу «Путешествие через Московию в Персию и Индию», иллюстрированную собственными зарисовками.
- «Дневник путешествия кавалера Шардена в Персию и Восточную Индию через Чёрное море и Колхиду» (Journal du voyage du chevalier Chardin en Perse et aux Indes orientales par la mer Noire et par la Colchide) Жана Шардена.
- Три тома «Характеристики людей, манер, мнений и времён» (англ. Characteristics of Men, Manners, Opinions, Times) Энтони Эшли-Купера, 3-го графа Шефтсбери.
- «Большой Аталантис» (Atalantis Major) Даниеля Дефо.
- Сочинение «Современное состояние умов» Джона Гея.
- Книга «Historia Rerum Norvegicarum» Тормод Торфей
- Труд Уильяма Уистона «Возрождение первоначального христианства» (англ. Primitive Christianity Revived, в 5 томах).
- Бытовая драма Тикамацу Мондзаэмона «Гонец в преисподнюю».
- Опубликована поэма «Проба про критику» (англ. «An Essay on Criticism») Александра Поупа.

## Родились
- 27 января — Иаков (Блонницкий), иеромонах Русской православной церкви, филолог. Составил грамматику церковно-славянского языка и лексиконы греко-славянский и славяно-греко-латинский (умер в 1774).
- 4 февраля — Юзеф Александр Яблоновский, польский переводчик и поэт (умер в 1777).
- 4 марта — Франц Гёльтергоф, автор первого русского этимологического и словообразовательного словаря (умер в 1805).
- 22 марта — Самуэль Готхольд Ланге, немецкий поэт (умер в 1781).
- 26 апреля — Жанна Мари Лепренс де Бомон, французская писательница (умерла в 1780).
- 13 мая — Иоганн Генрих Самуэль Формей, немецкий писатель (умер в 1797).
- 29 июля — Клод-Адриан Ноннот, французский духовный писатель (умер в 1793).
- 1 сентября — Кристоф Герман Манштейн, генерал, автор «Записок о России, 1727—1744» (умер в 1757).
- 18 октября — Степан Петрович Крашенинников, русский путешественник, автор знаменитой книги «Описание земли Камчатки» (умер в 1755).
- 8 ноября — Михаил Васильевич Ломоносов, русский учёный, поэт, писатель (умер в 1765).

## Без точной даты
- Матвей Артамонович Муравьёв, российский мемуарист.

## Умерли
- 13 марта — Никола Буало, французский поэт, критик (род. 1636).
- 7 июня — Генри Додвелл, английский духовный писатель (род. 1641).
- 3 сентября — Элизабет-Софи Шерон, французская поэтесса и переводчица (род. 1648).
- 13 ноября — Анри Боннар, французский издатель (род. 1642).

## Без точной даты
- Бухуризаде Мустафа Ытри, османский поэт
- Франсуа Лами, французский философ, писатель (род. 1636).
- Боборахим Машраб, классик узбекской литературы, поэт (род. 1657).
- Сайидо Насафи Миробид, таджикский поэт.